# Bombín (sombrero)

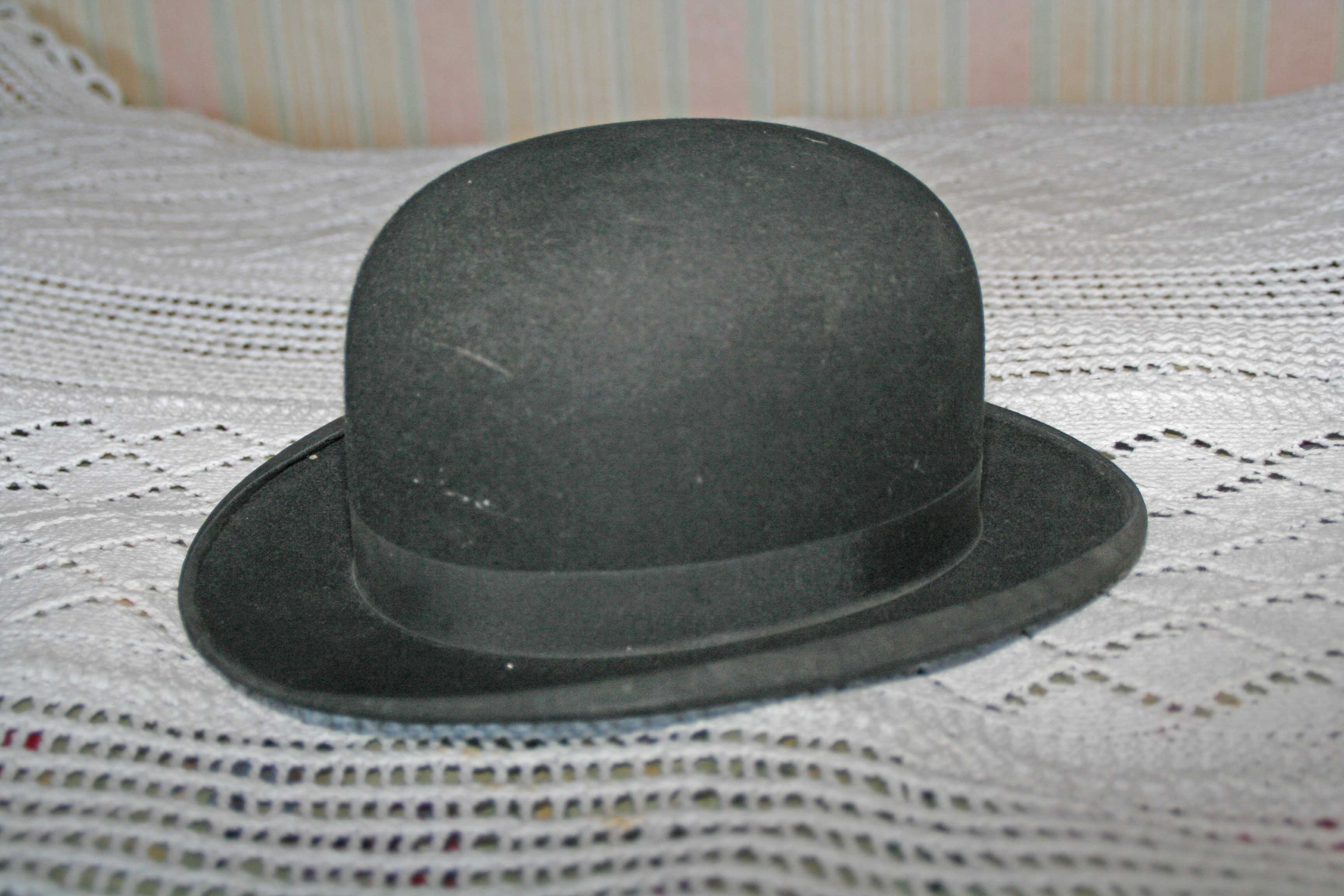
Bombín.

El bombín o sombrero hongo es un sombrero semiesférico de fieltro o castor, de copa baja, rígida y aproximadamente semiesférica con el ala redonda. También es conocido en inglés como sombrero Bowler, Coke, Billy Coke o Billycock y en los Estados Unidos como derby.
Tiene sus orígenes, según una versión, en 1849, cuando un sobrino del primer conde de Leicester, encargó a la prestigiosa firma londinense de sombrereros Lock & Co. de St. James's Street, un sombrero duro para proteger las cabezas de los guardabosques de Holkham Hall ya que el sombrero de copa alta que acostumbraban llevar no era adecuado para montar a caballo. Fue Thomas Bowler, el jefe de sombrereros de la firma, quien diseñó el prototipo, de acuerdo con la tradición de la firma, el nuevo modelo fue nombrado por el cliente que había encargado el diseño. Años después, los hermanos Bowler, Thomas y William, se independizaron y seguían fabricando el sombrero en sus propias instalaciones. Esta versión ha sido modificada recientemente y algunas fuentes indican ahora que fue en realidad Edward Coke, el hermano menor del segundo conde de Leicester el que encargó el sombrero a la firma, aunque la propia firma mantiene que fue William Coke.
Inicialmente relacionado con el mundo de la caza y las competiciones ecuestres, el nuevo estilo de sombrero fue adoptado más tarde por los hombres de negocios de la City, banqueros y funcionarios. Así, la firma británica de servicios financieros Bradford and Bingley, adquirida en parte por el Banco Santander español en 2008, tiene entre sus activos 100 patentes y marcas registradas del sombrero bowler asociadas a su uso en la promoción de servicios financieros.

## Uso alrededor del mundo
Aunque tradicionalmente asociado con la ciudad de Londres, se ha convertido en un icono cultural inglés, junto con la cabina telefónica roja y los autobuses de dos pisos, también rojos, hasta caer en definitivo en desuso a finales de la década de 1960. Sin embargo, es usado tradicionalmente por los miembros de la orden de Orange en Irlanda del Norte durante sus desfiles anuales del 12 de julio.
En Estados Unidos, este sombrero también se conoce como sombrero derby y, al contrario de lo que se piensa popularmente debido al cine western clásico, y como se puede ver en la gran mayoría de las ilustraciones y fotografías del siglo XIX, en el Oeste era más usado que el sombrero Stetson, tan asociado con los vaqueros. siendo asociado su uso también con Billy el Niño o Butch Cassidy, entre otros.
En Alemania, el sombrero se conoce como Melone (melón), debido a su forma. De forma semejante, en Francia se conoce como chapeau melon («sombrero melón»). A modo de ejemplo de la cultura popular francesa, el título que se dio en Francia a la serie de televisión británica Los vengadores fue Chapeau melon et bottes de cuir («Bombín y botas de cuero», en relación con los dos personajes principales de la serie: el masculino, caracterizado por su bombín, y el femenino, caracterizado por sus botas de cuero).
El sombrero hongo también es usado por mujeres indígenas en la región del altiplano en Bolivia.

## En la cultura popular

### En el arte
- El hijo del hombre (1964), una pintura hecha por el pintor surrealista de nacionalidad belga René Magritte, figuran un hombre con bombín y su rostro tapado por una manzana.[8]

### En la música
- El cantante español Joaquín Sabina utiliza el bombín en todos sus conciertos, algo que le caracteriza desde que empezó a subirse a los escenarios.

### En la literatura
- En los libros de Tintin, los dos agentes de policía Hernández y Fernández, siguiendo la costumbre de los policías de paisano de principios del siglo XX, llevaban estos sombreros.[9]

### En el cine y televisión
- Este tipo de sombrero alcanzó gran popularidad durante las primeras décadas del siglo XX (1914-1936). En las primeras películas mudas y sonoras del actor cómico británico Charles Chaplin lo llevaba cuando interpretaba a su clásico personaje Charlot el vagabundo. Más tarde, Stan Laurel y Oliver Hardy también serían fácilmente reconocidos por sus sombreros bombín.

- También se puede ver en el personaje central de la película La Naranja Mecánica, de Stanley Kubrick, Alex DeLarge, interpretado por el actor Malcolm McDowell.

- El payaso venezolano Popy también solía usar un bombín de color rojo.

- El personaje de Cousin Itt ("Tío cosa") de las series y películas de The Addams Family ("Los locos Addams") suele llevar un sombrero bombín color negro sobre la peluda cabeza.

- El cómico chileno Bombo Fica usa frack y bombín de color blanco.

## En la industria
La ginebra Brokers tiene un bombín en cada tapa de sus botellas.

## Galería de imágenes

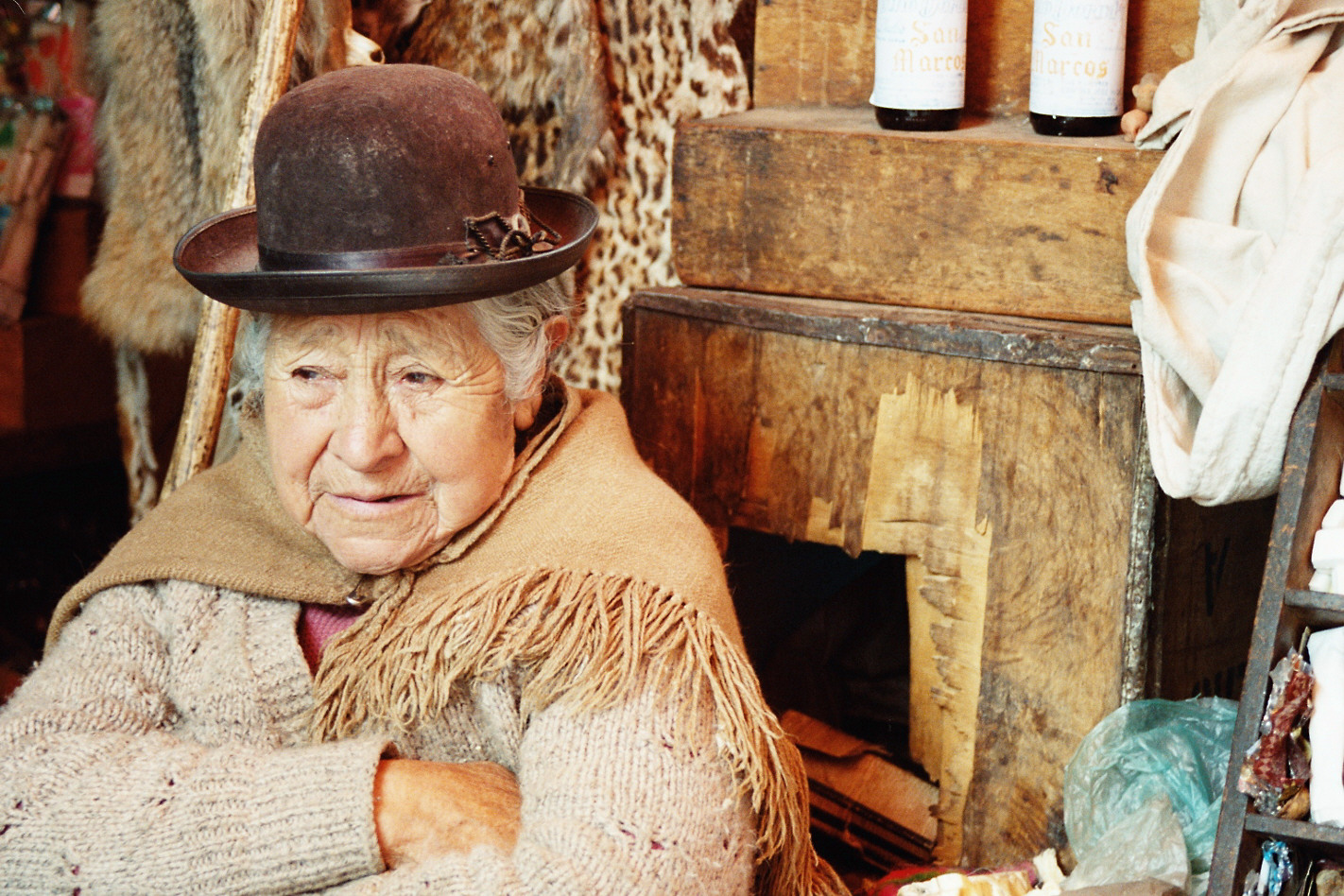
Mujer con sombrero hongo, La Paz, 2005.
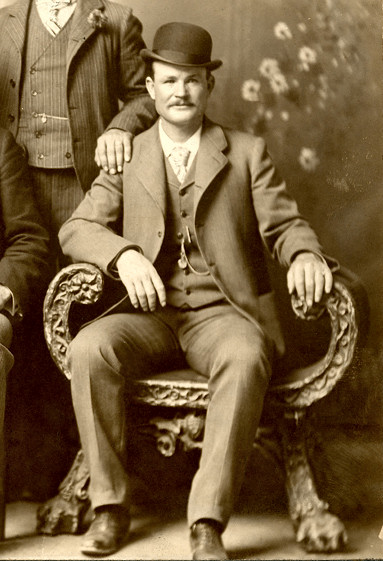
Butch Cassidy, Fort Worth, Texas, 1901.
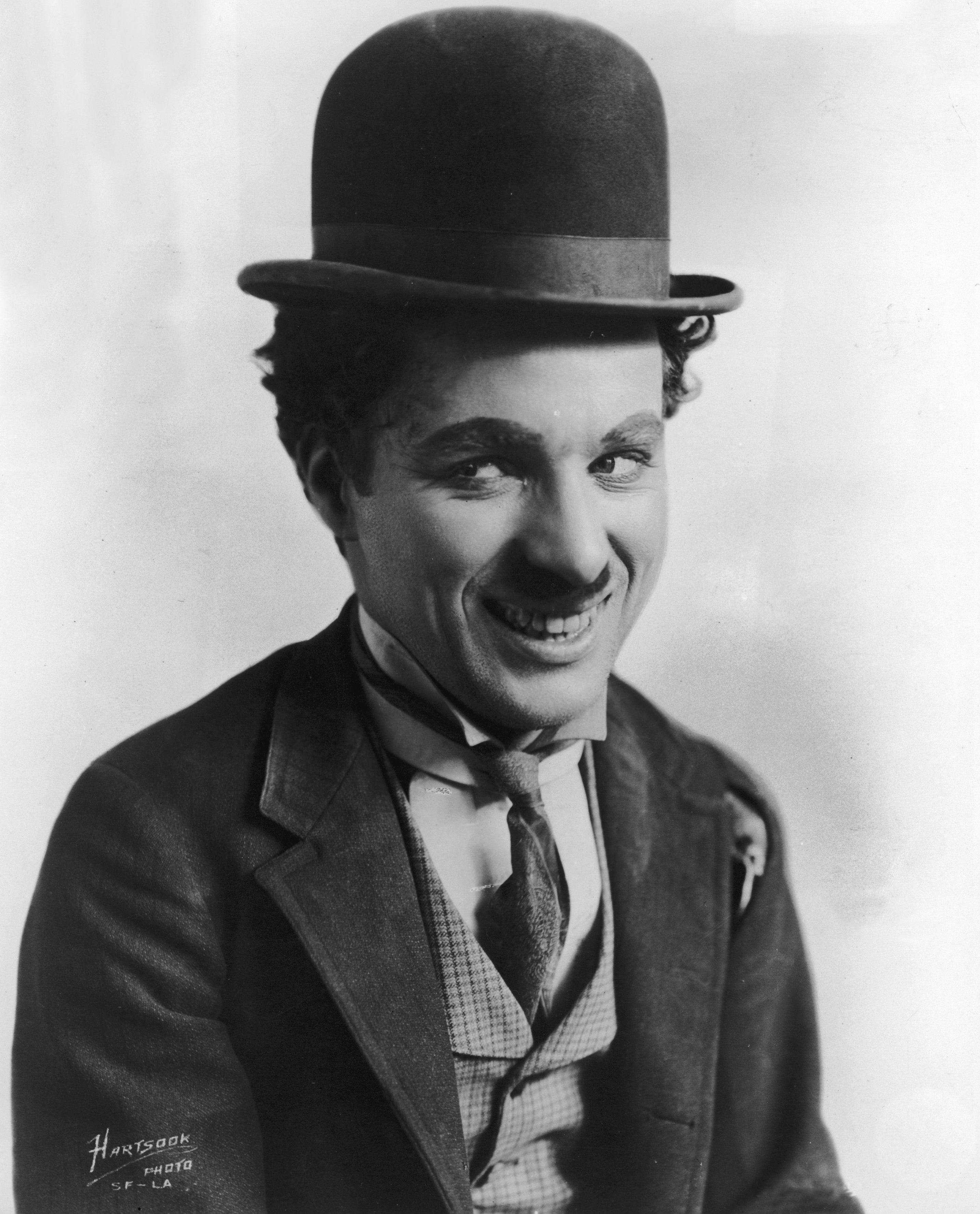
Charles Chaplin usando su típico y clásico bombín mientras interpreta a su personaje Charlot el vagabundo.
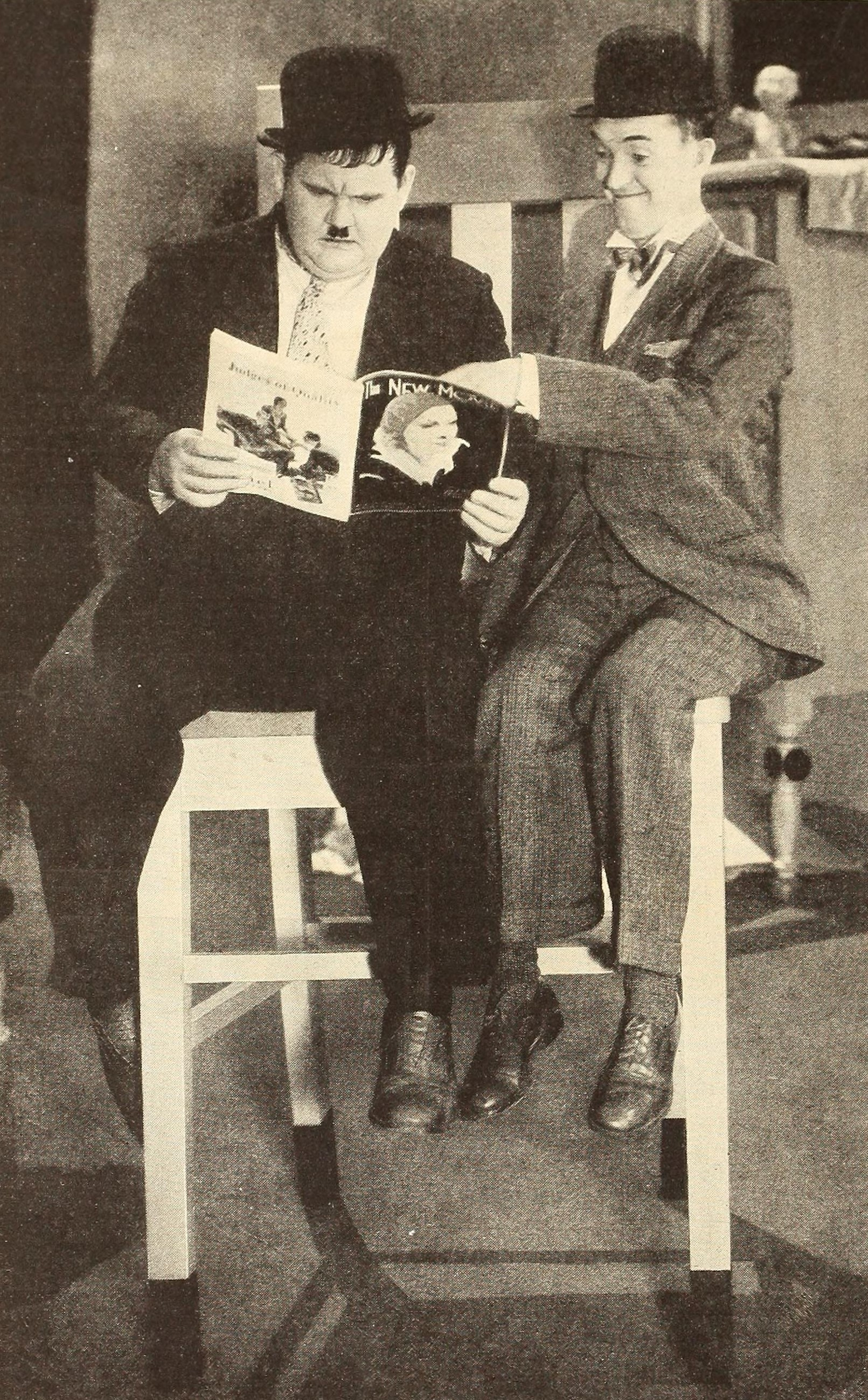
El Gordo y el Flaco usando sus bombines.
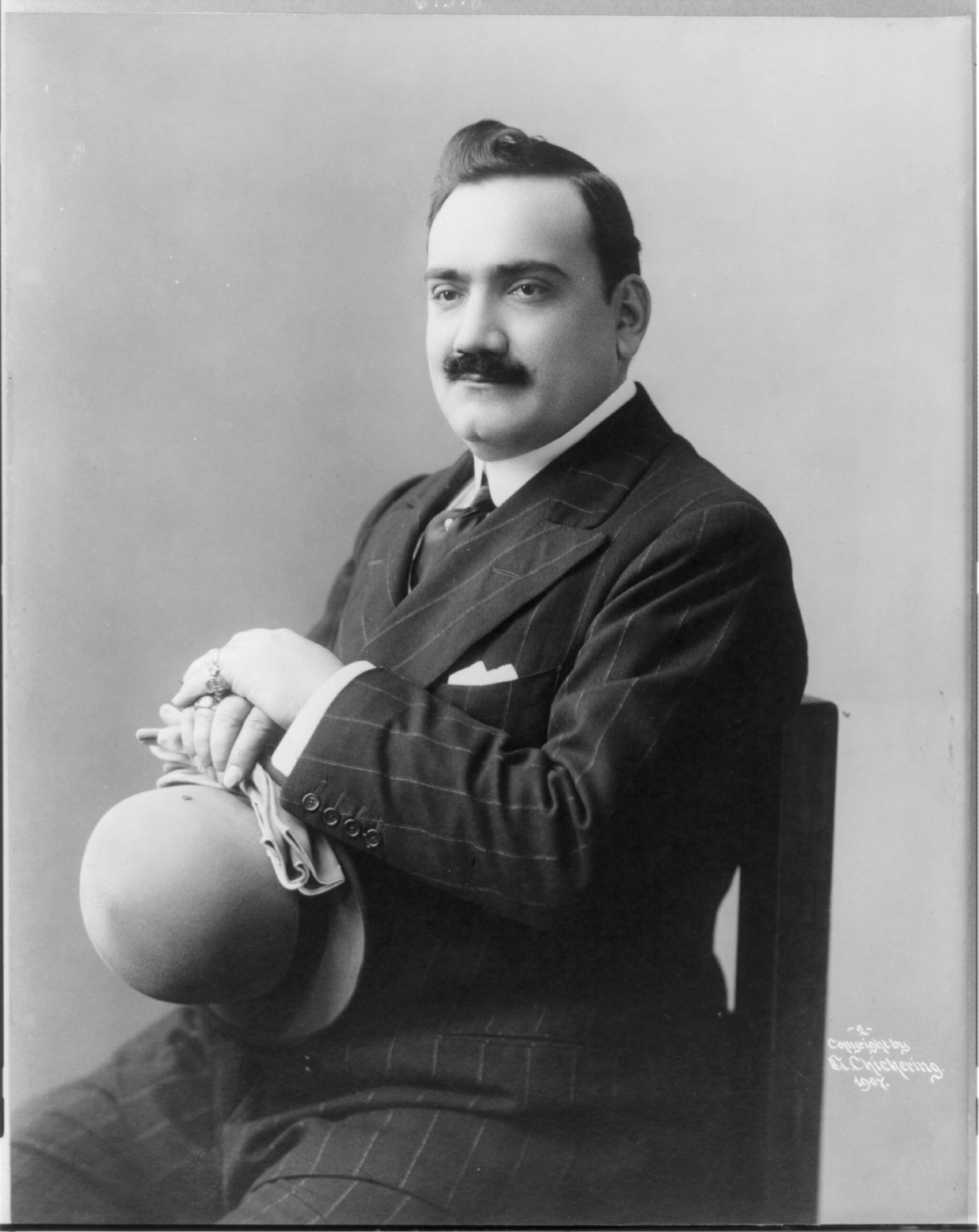
Enrico Caruso con bombín.
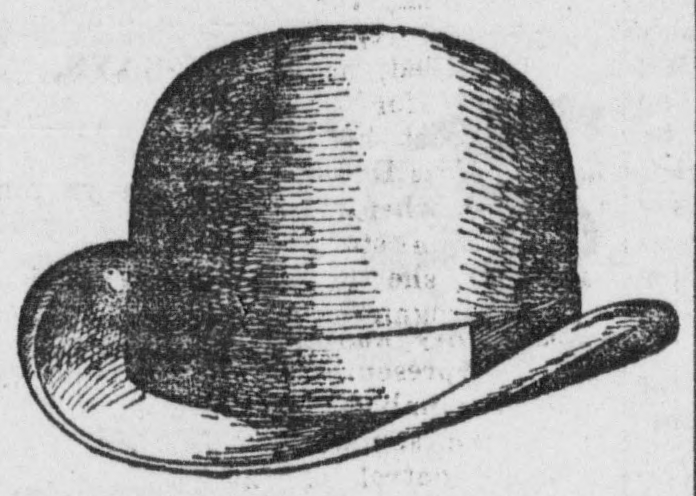
Bombín.
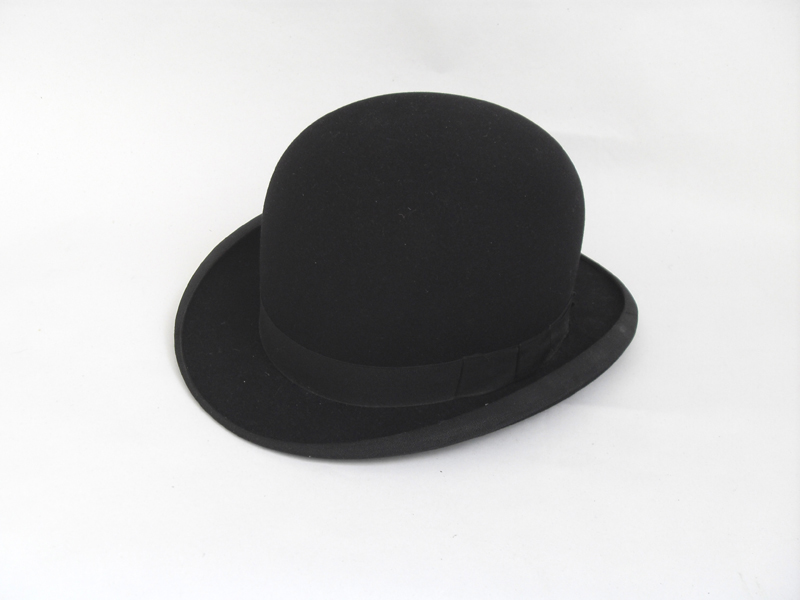
Bombín (Museo Fundación del Folclore del Peloponeso, Nauplia).